# ジョン・バリントン (初代バリントン子爵)
初代バリントン子爵ジョン・バリントン（英語: John Barrington, 1st Viscount Barrington、出生名ジョン・シュート（John Shute）、1678年 – 1734年12月14日）は、イギリスの貴族、政治家。1715年より庶民院議員を務めたが、ハーブルク宝くじ事件により1723年に庶民院から追放されたことで知られる。

## 生涯
ベンジャミン・シュート（Benjamin Shute）とエリザベス・カリル（Elizabeth Caryl、ジョセフ・カリルの娘）の三男として、1678年に生まれた。1694年頃から1698年までユトレヒト大学で教育を受けたほか、1695年にインナー・テンプルに入学した。
1710年にジョン・ワイルドマンの息子ジョンからベケット・ホールとバークシャーの領地を継承、1711年に商人のフランシス・バリントン（Francis Barrington）からトフス（Tofts）を継承した。継承の代償として1711年に姓をシュートからバリントンに改め、1716年に庶民院の議決を得てバリントン家の紋章を使用した。
非国教徒であり、1715年イギリス総選挙ではベリック＝アポン＝ツイード選挙区で非国教徒の支持を受けて当選した。議会では便宜的国教徒禁止法の廃止を主張、1722年イギリス総選挙でも再選した。1720年7月1日、ニューカッスルのバリントン男爵とアルドグラスのバリントン子爵（いずれもアイルランド貴族）に叙された。
しかし、バリントン子爵はハーブルク宝くじ事件に関与した廉で1723年2月に庶民院から追放された。1720年、ジョージ1世はハノーファー選帝侯としてハーブルク会社（Harburg Company）に勅許を与え、その勅許状には宝くじ興行権も含まれていたが、ロンドンで宝くじを販売するにはイギリスでの勅許も必要だった。バリントン子爵は1720年8月にイギリスでの勅許状についてロバート・ウォルポール、タウンゼンド子爵、カートレット男爵ら政界の有力者に打診し、宝くじの計画が違法であるとして断られたが、ハーブルク会社がかまわず1722年12月4日にプレスリリースを出して、宝くじ売り場の場所を宣伝したため、庶民院はその1週間後に調査委員会を設立、委員会は1723年2月1日に報告を提出した。庶民院は14日に報告とバリントン子爵の処遇について審議し、バリントン子爵を追放する決定を下したのであった。
その後、バリントン子爵は1725年に『Miscellanea Sacra or a New Method of considering so much of the History of the Apostles as is contained in Scripture』という作品を出版した。1727年イギリス総選挙で再びベリック＝アポン＝ツイード選挙区から出馬して落選した後、1732年に審査法廃止を求める運動に参加、1734年イギリス総選挙でも再び出馬したが4票差で落選した。

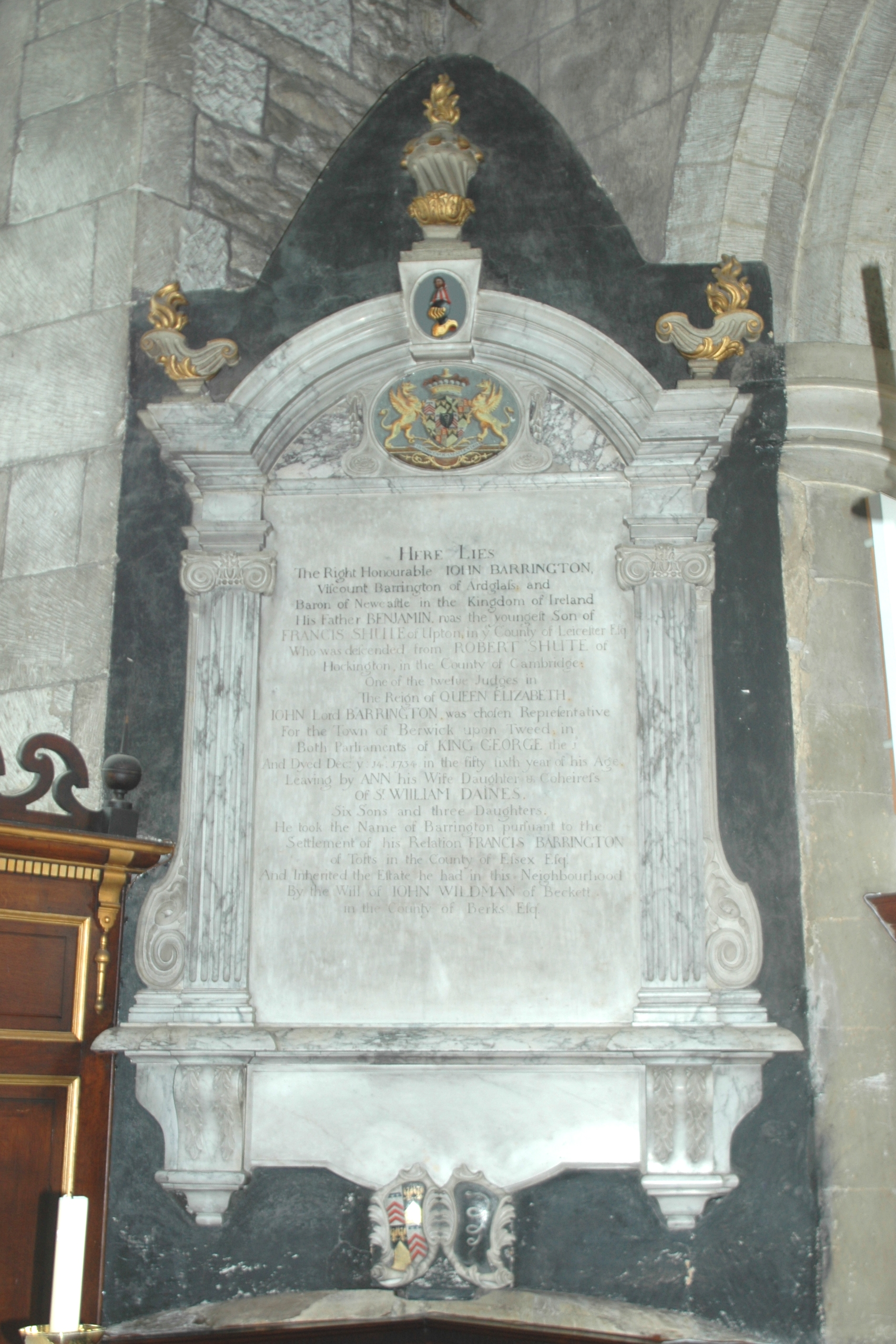
シュリヴェナムの教会にある、初代バリントン子爵の記念碑。

1734年12月14日に死去、27日に埋葬された。長男ウィリアム・ワイルドマン・シュートが爵位を継承した。

## 家族
1713年6月23日、アン・デインズ（Anne Daines、1763年2月8日没、サー・ウィリアム・デインズの娘）と結婚、5男3女を儲けた。
- ウィリアム・ワイルドマン・シュート（1717年 – 1793年） - 第2代バリントン子爵
- ジョン（英語版）（1764年没） - 陸軍軍人、子供あり
- デインズ（英語版）（1727年/1728年 – 1800年） - 法律家、生涯未婚
- サミュエル（英語版）（1729年 – 1800年） - 海軍軍人、生涯未婚
- シュート（英語版）（1734年 – 1826年） - 聖職者
- サラ - 1746年6月6日、ロバート・プライス（Robert Price）と結婚
- アン - トマス・クラージス（Thomas Clarges、1721年頃 – 1753年11月27日）と結婚。そのあと、サー・ロジャー・ギルバート（Roger Gilbert）と再婚
- メアリー - 生涯未婚